# Wasserwerk Klingenberg

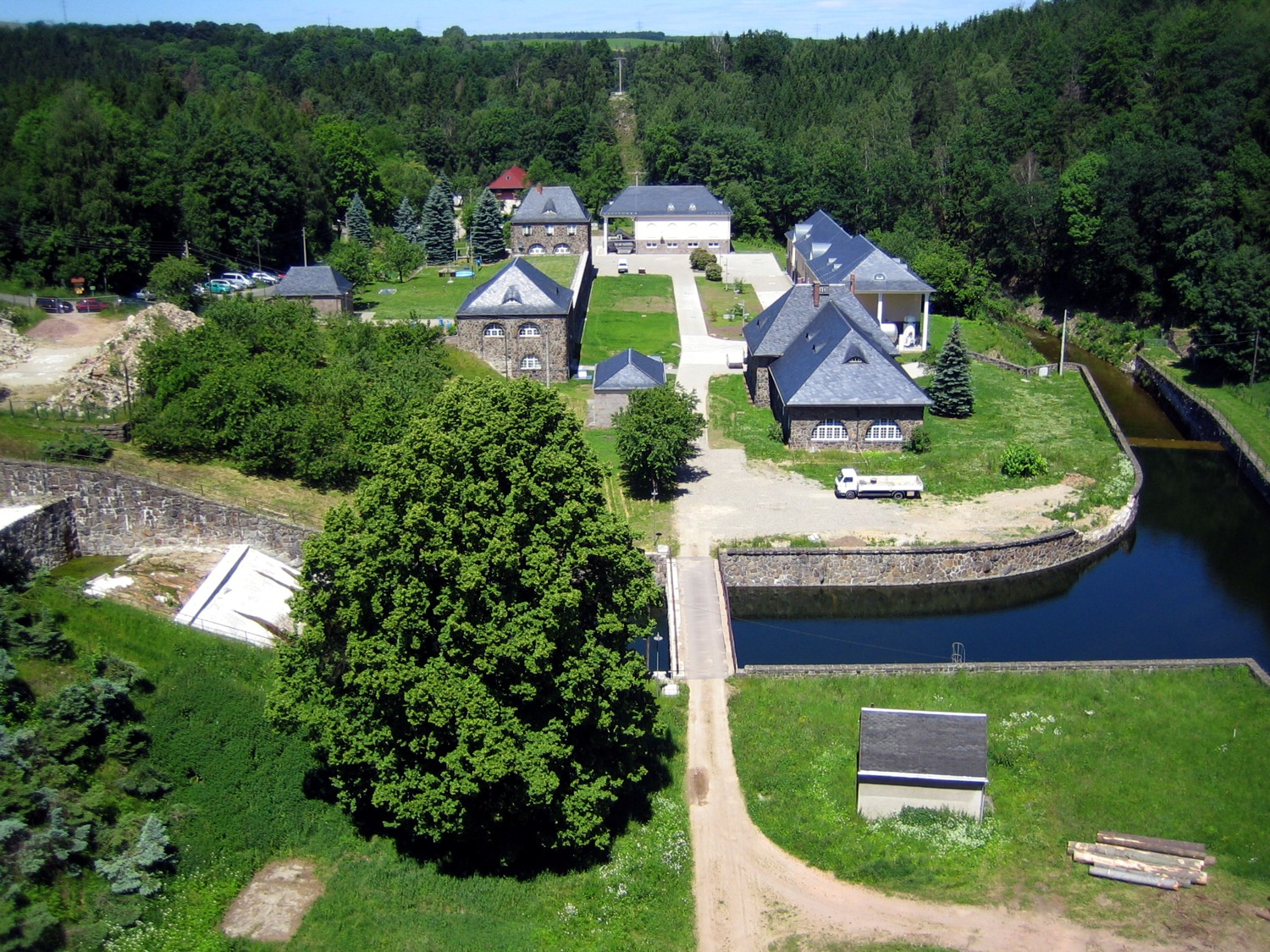
Das Wasserwerk Klingenberg (noch mit sichtbaren Schäden vom Hochwasser 2002)

Das Wasserwerk Klingenberg ist ein Wasserwerk bei Klingenberg, einem Ortsteil der Gemeinde Klingenberg, und wird von der Wasserversorgung Weißeritzgruppe GmbH betrieben. Im Zeitraum von 1908 bis 1914 wurde die Talsperre Klingenberg errichtet. Die Aufgaben der Talsperre waren und sind die Regulierung der Weißeritz, die Stromerzeugung sowie die Trinkwasserversorgung der Region. Das Wasserwerk wurde während der Jahre 1911 bis 1914 gebaut. Die maximale Kapazität liegt bei 31.500 m³/d, wobei die mittlere Wasserabgabemenge 12.000 m³/d (Stand 2011) bei einem Versorgungsgebiet mit ca. 89.000 Einwohnern beträgt.